# 青年街道 (蚌埠市)
青年街道是中国安徽省蚌埠市蚌山区下辖的一个街道，位于蚌山区中心地带。辖区总面积0.6平方公里，街道下辖5个社区居委会，人口约3万。青年街道街道所辖区域为蚌埠市商贸、饮食、金融、文化中心，蚌埠市淮河路商业区就坐落于此。